# Erich Becher

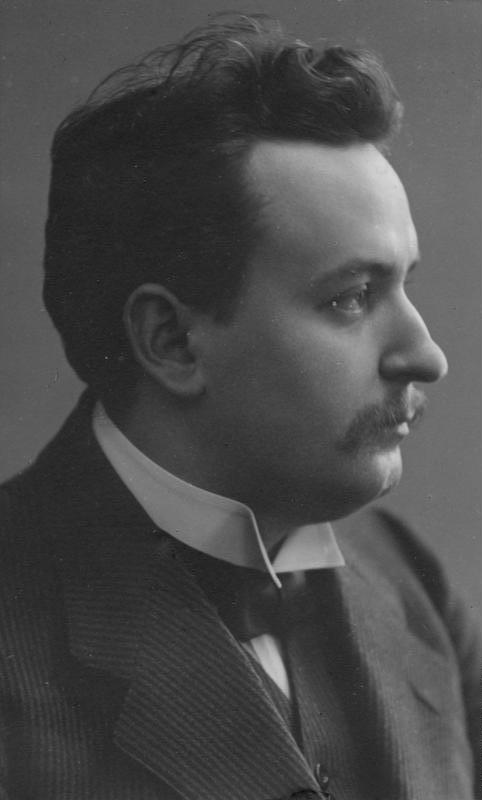
Erich Becher.

Erich Becher, född 1 september 1882 och död 5 januari 1929, var en tysk filosof och psykolog.
Becher var professor i Münster och München, och hävdade kunskapteoretiskt en realistisk ståndpunkt, liksom möjligheten av en induktiv metafysik. Inom psykologin försvarade han tanken om en växelverkan mellan kropp och själ, inom estiken står han utilitarismen nära.